# Reakcja Boscha
Reakcja Boscha (metoda Boscha) – reakcja chemiczna dwutlenku węgla z wodorem dająca jako produkty węgiel i wodę. Reaktory, w których reakcja ta zachodzi, są rozwijane jako potencjalne urządzenia do usuwania dwutlenku węgla i uzyskiwania wody w pojazdach kosmicznych:
CO
2 + 2H
2  ⇄  2H
2O +  C↓
W rzeczywistości jest to kombinacja 3 reakcji:
CO
2 + H
2  ⇄  H
2O + CO
CO + H
2  ⇄  H
2O + C↓
2CO  ⇄  CO
2 + C↓
Do reakcji można stosować różne katalizatory, z których najlepsze rezultaty uzyskuje się dla wełny stalowej. Największą zaletą metody jest całkowity odzysk tlenu
Początkowo proces prowadzono w temperaturze 650 °C i ciśnieniu 2 atm, a konwersja wynosiła zaledwie 6–7%. Problemem jest też dezaktywacja katalizatora i zatykanie układu przez wydzielający się węgiel. Wykorzystanie dwóch szeregowo połączonych reaktorów, pracujących w różnych warunkach, pozwoliło na obniżenie temperatury i podniesienie wydajności oraz zmniejszyło problem związany z osadzaniem się węgla.
NASA rozpoczęła badania potencjalnego wykorzystania reakcji Boscha na początku lat 60. W latach 90. przeprowadzono testy w celu wyłonienia systemu dla projektowanej stacji kosmicznej Freedom, jednak wybrano wówczas reaktor oparty na reakcji Sabatiera, która wprawdzie daje odzysk tylko połowy tlenu, ale jest prostsza i była lepiej dopracowana.